# Gross Düssi
Le Gross Düssi, ou piz Git en romanche, est un sommet du massif des Alpes glaronaises à 3 256 m d'altitude, à la frontière entre les cantons d'Uri et des Grisons, en Suisse.
Le sommet est caractérisé par sa forme pyramidale, au nord se situe le Schärhorn et le glacier Hüfi. Au nord-est, la crête mène au Tödi en passant par le piz Cazarauls. Entre le Schärhorn et le Düssi, se trouve le refuge Hüfi (de) à 2 334 m d'altitude.
À 400 m au sud se trouve le Chli Düssi (petit Düssi) qui culmine à 3 125 m d'altitude.

## Première ascension
En 1841, Arnold Escher von der Linth et Gedeon Tresch parviennent les premiers au sommet en passant par la face sud[réf. à confirmer].